# Ryan Ramsay
Ryan Ramsay (* 18. Mai 1983 in Ajax, Ontario) ist ein ehemaliger kanadischer Eishockeyspieler, der zuletzt bei den Schwenninger Wild Wings in der Deutschen Eishockey Liga unter Vertrag stand.

## Karriere

### Nordamerika (1999–2007)

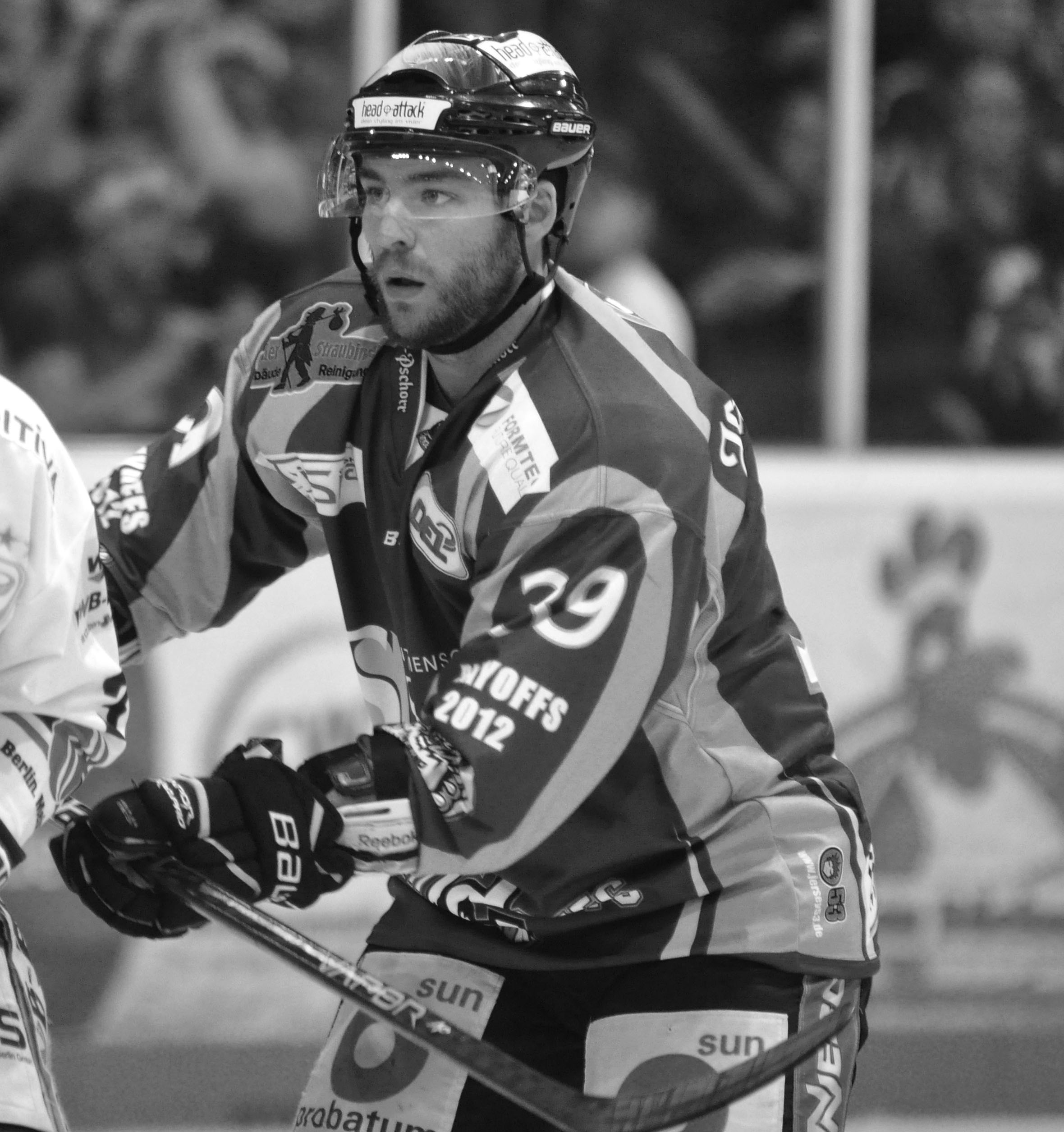
Ramsay im Trikot der Straubing Tigers (2012).

Ramsay begann seine Eishockeykarriere im Jahr 1999 in der kanadischen Juniorenliga Ontario Hockey League bei den Peterborough Petes. In der Saison 2000/01 wechselte er innerhalb der Liga zu den Kitchener Rangers. Dort entwickelte sich der 1,82 m große Center zu einem der Leistungsträger und stellte sein Talent unter Beweis. Insgesamt absolvierte Ramsay 76 Spiele für die Rangers und konnte dabei 71 Scorerpunkte erzielen. Im Sommer 2002 schloss sich der Center den Plymouth Whalers an, bei denen er ebenfalls nur zwei Jahre blieb. Ramsay konnte sich erneut verbessern und erzielte in 120 Spielen 165 Punkte.
Zur Spielzeit 2004/05 wechselte der Linksschütze ins Profilager in die American Hockey League zu den Worcester IceCats, dem damaligen Farmteam der St. Louis Blues. Gleich in seiner ersten Saison in der AHL gehörte er zum Stammkader. Nachdem das Team im Jahr 2004 den Besitzer wechselte und 2005 nach Peoria umzog, musste auch Ramsay seinen Arbeitsplatz nach Peoria verlegen, wo er fortan für die Peoria Rivermen aufs Eis ging.

### Europa (2007–2014)
2007 wurden die Verantwortlichen der Krefeld Pinguine auf den Kanadier aufmerksam und verpflichteten ihn für die Spielzeit 2007/08. Ramsay absolvierte 51 Spiele für die Pinguine und erzielte dabei 42 Scorerpunkte. Damit war er der fünftbeste Scorer in seinem Team. Im Sommer 2008 wurde der Angreifer von den DEG Metro Stars verpflichtet, für die er in der Saison 2008/09 aufs Eis ging.
Am 2. September 2009 wurde bekannt, dass Ryan Ramsay in der Spielzeit 2009/10 für die Straubing Tigers auflaufen wird, nachdem die DEG seinen Vertrag nach einem Jahr aufgelöst hatte. Ramsay spielte eine erfolgreiche Saison in Straubing, wurde bester Vorlagengeber und zugleich Top-Scorer der Niederbayern. Nach einem Jahr verließ er Straubing wieder und heuerte bei den Kölner Haien an. Nach einem Jahr bei den Kölner Haien kehrt er in der Saison 2011/12 wieder zu den Straubing Tigers zurück. Es folgte 2012 der Wechsel in die italienische Serie A1, wo er einen Vertrag bei Ritten Sport unterschrieb. Dort verpasste der Angreifer aufgrund einer langwierigen Nackenverletzung einen Großteil der Spiele, sodass sein Kontrakt nicht mehr verlängert wurde.
Am 21. Juli 2013 gaben die Schwenninger Wild Wings die Verpflichtung des Kanadiers bekannt, er kehrt damit in die DEL zurück. Nachdem bekannt wurde, dass Ramsay aufgrund einer erlittenen Handverletzung für den Rest der Saison 2014/15 ausfällt, wurde sein Vertrag in Schwenningen im Dezember 2014 in beiderseitigem Einvernehmen aufgelöst.

### Trainertätigkeit (seit 2015)
Seit der Saison 2015/16 ist Ramsay als Cheftrainer bei den North York Renegades aus der kanadischen Juniorenliga Greater Metro Hockey League tätig.

## Erfolge und Auszeichnungen
- 2000 Silbermedaille bei der World U-17 Hockey Challenge
- 2008 DEL All-Star Game
- 2008 Wertvollster Spieler des DEL All-Star Game

## Karrierestatistik
(Legende zur Spielerstatistik: Sp oder GP = absolvierte Spiele; T oder G = erzielte Tore; V oder A = erzielte Assists; Pkt oder Pts = erzielte Scorerpunkte; SM oder PIM = erhaltene Strafminuten; +/− = Plus/Minus-Bilanz; PP = erzielte Überzahltore; SH = erzielte Unterzahltore; GW = erzielte Siegtore; 1 Play-downs/Relegation; Kursiv: Statistik nicht vollständig)

## Nachweis
1. ↑  tigershockey.de: Ryan Ramsay besetzt offene Center-Position bei den Tigers (Memento vom 15. Dezember 2014 im Internet Archive)
2. ↑  eishockey.info: Ramsay und Urquhart werden Haie
3. ↑  eishockey-magazin.de: Ryan Ramsay geht für Schwenningen auf Torejagd
4. ↑  eishockeynews.de: Vertrag aufgelöst: Ramsay verlässt Schwenningen
5. ↑  juniorhockeynetwork.com GMHL Renegades Name Ryan Ramsay New Coach for 2015/16 (Memento vom 1. Oktober 2015 im Internet Archive)